# Подводные береты
«Подводные береты» — советский рисованный мультипликационный фильм 1991 года о дельфинах-рейнджерах, созданный на основе ранее созданных фильмов: «Счастливый старт», «Агент уходит в океан», «В объятьях русской разведки», «Луч фиолетовой смерти», «Секретная океанская помойка», «Надводная часть айсберга», «Микко — сын Павловой», «Озеро на дне моря», созданных по повести Эдуарда Успенского «Подводные береты».
В отличие от повести, логическая последовательность частей в фильме изменена.

## Создатели
- Авторы сценария: Эдуард Успенский, Ирина Марголина
- Кинорежиссёры: Владимир Тарасов, Раса Страутмане, Александр Мазаев, Александр Горленко, Елена Пророкова
- Постановщики: Сергей Тюнин, Наталья Демидова, Юрий Батанин, Андрей Игнатенко, Сергей Глаголев, Юрий Мещеряков
- Кинооператоры: Кабул Расулов, Наталия Михайлова, Александр Чеховский, Нина Саратова
- Художники-мультипликаторы: Алексей Букин, Александр Мазаев, Юрий Кузюрин, Геннадий Сокольский, Галина Зеброва, Дмитрий Куликов, Александр Панов, Александр Черномашенцев, Наталия Богомолова, Марина Восканьянц, Владимир Вышегородцев, Александр Дорогов, Андрей Игнатенко, Юрий Кулаков, Иосиф Куроян, Эльвира Маслова, Владимир Шевченко, Андрей Смирнов
- Художники: Татьяна Митителло, Ю. Сомина, Сергей Маракасов, Татьяна Зворыкина, Т. Колосова, Светлана Давыдова, О. Гришанина, Елена Гололобова, Н. Артамонова, И. Балашова, Л. Выборгова, Елена Гагарина, И. Мазаева, Виктория Макина, Николай Митрохин, Надежда Михайлова, Зоя Монетова, Геннадий Морозов, Надежда Назарова, Ольга Новосёлова, Т. Ситникова, Ирина Собянина, К. Стасевич, Анна Чистова

## Роли озвучивали
- Тристан — Евгений Стеблов
- Генри / Грэг — Семён Фарада
- Изольда Павлова — Татьяна Догилева
- Полковник Еллоу / командир Моржов — Василий Ливанов
- Микко — Саша Сучков, Екатерина Краснобаева (часть реплик)
- Подполковник Рэд / выхухоль, сообщивший Тристану, что его вызывают русские — Ефим Кациров
- Радист / вахтенный / попугай / диктор новостей — Лев Шабарин
- Бригадный генерал / дядя Яша / Сергей Сергеевич Стукач / инструктор — Александр Очеретянский
- Упитанный капитан корабля / водитель грузовика — Николай Граббе
- Белуха Джон / упитанный капитан корабля (часть реплик) / матрос / Кремер (напарник упитанного капитана) / амбразурский террорист / капитан советского танкера «Герой» / командир Моржов (в конце фильма) / полковник Еллоу (в конце фильма) — Владимир Прохоров
- Сидоров / адмирал из военно-морского училища / мистер Крюшон / Новозеландский Том / капитан американского танкера «Lucky» — Борис Быстров
- Влас Афиногенович Сухой (по телефону) / голос диктора в характеристике Павловой — Юрий Пузырёв
- Крабик — Людмила Гнилова
- Изольда Павлова (в конце фильма) / учительница / Анна-Мэри (жена Джона) — Лариса Удовиченко
- Экспедитор / рулевой — Всеволод Абдулов
- Дельфины — Светлана Харлап, Татьяна Шатилова, Людмила Гнилова, Лев Шабарин, Борис Быстров

## Музыка
В мультфильме использована музыка Эдуарда Артемьева из кантаты «Ода доброму вестнику», кинофильмов: «Сибириада», «Миллионы Ферфакса», «Родня», «Лунная радуга», «Возвращение с орбиты», «Семь стихий» и «Странная история доктора Джекила и мистера Хайда»; телесериалов: «Белый шаман», «ТАСС уполномочен заявить…» и «Визит к Минотавру».

## О мультфильме
В конце 80-х начались перемены — в стране, в кино и на «Союзмультфильме». Владимир Тарасов пытался вписаться в новую реальность, работая над амбициозным и новым для того времени проектом — совместной постановкой сериала в жанре «экшн» о приключениях спецназовцев-дельфинов с американской и советской военных баз. Это были первые фильмы не о военном противостоянии, а о солдатском братстве русских и американских «беретов». Как и многие другие попытки советской мультипликации вписаться в рыночную ситуацию на рубеже десятилетий, проект продолжения не имел. Хотя четыре серии «Счастливого старта» (1989—1990) и сделанный на их основе полнометражный фильм «Подводные береты» (1991) на экраны вышли и изредка появляются на телеканалах…— Наталия Венжер